# Garibald Ier de Bavière
Pour les articles homonymes, voir Garibald (homonymie).
Garibald Ier (mort vers 591 ou 593) est le premier duc de Bavière, de 555 à 590. Garibald est le premier Agilolfinge connu.

## Ascendance
Son ascendance n'est pas révélée par les documents contemporains, et Garibald est le premier Agilolfinge connu. L'onomastique a cependant autorisé quelques hypothèses sur son ascendance :
- Chlodéric, dernier roi de Cologne est le grand-père maternel d'Agilulf, évêque de Metz. Ce prénom dénote une parenté certaine qui ne peut pas passer par la famille paternelle de l'évêque, exclusivement gallo-romaine. Christian Settipani a proposé de voir en l'épouse de Chlodéric une agilolfinge qui chronologiquement serait une grand-tante de Garibald[1] ;
- ensuite, on trouve parmi les enfants un Gondobald et une Theodelinde. Or, ces prénoms se retrouvent dans la famille royale burgonde, où l'on voit un roi burgonde du nom de Godegisel, fils d'un roi Gondioc, frère d'un roi Gondobald et mari d'une Theodelinde. Même s'il est assuré que le couple n'a pas laissé de fils, la présence d'une fille de Godegisel et de Theodelinde n'est pas à exclure, une fille qui chronologiquement pourrait être une grand-mère de Garibald[2] ;
- le père de Gertrude (=gari-trudis) ( † 649), abbesse de Hamage, se nomme Thibaut ou Théodebald (=theod-bald). Or, on retrouve les racines de ces prénoms chez les premiers agilolfinges : Garibald (=gari-bald), Gondebald (=gund-bald), Theodelinde (=theod-lindis), et ce duc Theodebald est proposé comme frère de Garibald Ier[3].

Les historiens ont émis différentes hypothèses sur l'origine ethnique de Garibald, qui pourrait être burgonde, hérule, lombard, thuringienne mais Karl Ferdinand Werner défend l'idée d'une origine franque comme Eduard Hlawitschka, Reiner Butzen, Jörg Jarnut ou Christian Settipani.

## Biographie
En 555, Thibaut, roi d'Austrasie, meurt et son grand-oncle Clotaire Ier s'empare de son royaume en épousant Waldrade, la veuve du défunt. La prise de pouvoir assurée, Clotaire répudie Waldrade et la marie à un de ses fidèles, Garibald, en lui donnant le duché de Bavière. 
Tout en gardant une apparente soumission face au pouvoir royal mérovingien, Garibald se comporte rapidement en souverain indépendant, à tel point que deux siècles plus tard Paul Diacre le qualifie de « roi ». 
En 590, 591 ou 593, Childebert II, roi d'Austrasie, intronise son successeur Tassilon Ier, généralement considéré comme son fils.

## Mariage et enfants
Il a donc épousé en 555 Waldrade, fille de Waccho, roi des Lombards, veuve du roi franc Thibaut, épouse répudiée de son grand-oncle et successeur Clotaire Ier. Elle donne naissance à :
- probablement Tassilon Ier. Aucun document ne donne le nom du père de Tassilon, mais comme il est le père de Garibald II et qu'il succède à Garibald Ier, qui a d'autres fils, on considère que Tassilon Ier est le fils aîné de Garibald Ier[12] ;
- Théodelinde (morte en 627), épouse des rois lombards Authari et Agilulf[11],[13] ;
- Grimoald[11] ;
- Gundoald, duc d'Asti et père d'Aripert, roi des Lombards[11],[13] ;
- une fille mariée à Ewin, duc de Trident[11],[13] ;
- probablement une autre fille, mère de Pépin de Landen, dans la famille duquel on retrouve des prénoms agilolfindes[14],[15] ;
- et probablement Romilda (morte en 610), épouse de Gisulf II, duc de Frioul (mort en 610), dont plusieurs fils portent des prénoms agilolfinges[16].